# Кий (остров)
Кий или Кий-о́стров — небольшой остров, расположенный в Онежской губе Белого моря, в 8 км от устья реки Онеги, в 15 км от города Онега. Длина острова немного менее 3 км, ширина от 100 до 500 метров. Площадь — 0,384 квадратного километра. Через заливаемую во время прилива перемычку — Перейму — Кий-остров на северо-западе соединяется с соседним Фаресовым островом. С небольшим Крестовым и некоторыми другими островами они объединяются в Кийский архипелаг. Остров сложен из гранитных скал (амфиболиты и габбро беломорской серии архея фундамента Балтийского щита возрастом 3,5 миллиарда лет), в некоторых местах береговой полосы — песчаные пляжи.
Административно Кий-остров относится к Онежскому району Архангельской области.

## Онежский Крестный монастырь

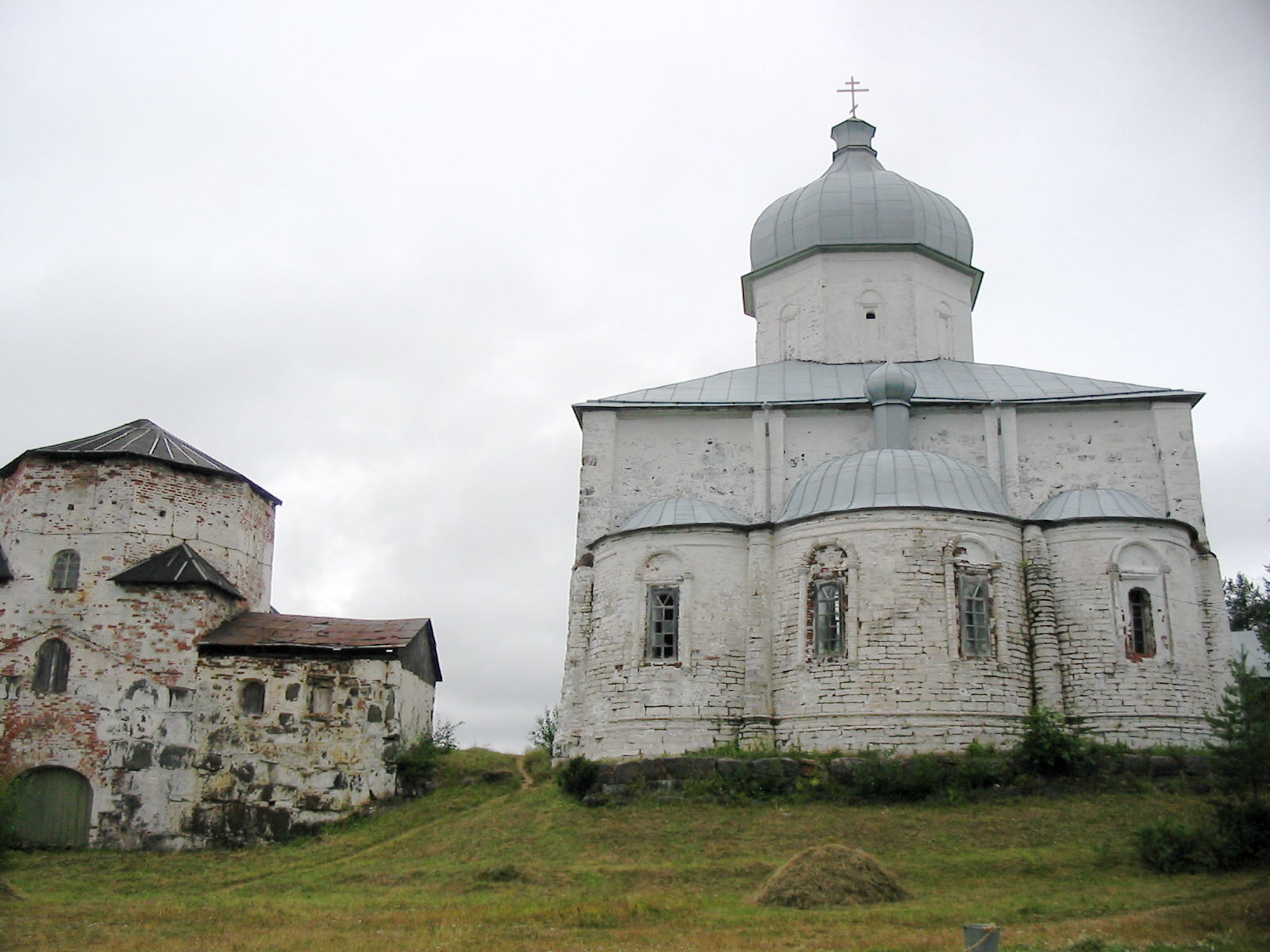
Кий-остров, строения Онежского Крестного монастыря. Слева — фрагмент колокольни, справа — Крестовоздвиженский собор (1660), состояние на лето 2006 года.

В 1639 году иеромонах Никон (будущий патриарх) при побеге из Соловецкого монастыря терпит бедствие у скал на подходе к устью Онеги, но спасается в бухте Кий-острова. В память о своём спасении Никон устанавливает на острове поклонный крест.
Кийский крест, освящённый в 1656 году, стал знаменитым.
Через 13 лет, в 1652 году Никон (в то время уже митрополит Новгородский) был послан в Соловецкий монастырь для перенесения мощей святителя Филиппа в Москву. На обратном пути он снова посетил Кий-остров и в память этого события поставил часовню на другом, ближнем к материку конце острова, с крестом внутри неё.
В 1656 году, уже будучи патриархом, добивается у царя разрешения на основание на Кий-острове монастыря во имя Воздвижения Креста Господня. В 1660 году Никон собственноручно освящает центральный Крестовоздвиженский собор Онежского Крестного монастыря на Кий-острове.
В 1760 году английский купец Гом выстроил на острове лесную биржу. Здесь стали перегружать онежский лес с малых речных судов на большие морские.
К XIX веку монастырь запустел. Этому способствовало нападение английских войск во время Крымской войны. 9 (21) июля 1854 года англичане высадились на остров и разорили монастырь. Монастырь сильно пострадал во время пожара следующим летом. Тогда монастырь запросил помощи у Синода и в 1870 году получил 9000 рублей на восстановление. Можно сказать, что в эти годы монастырь родился заново, хотя большинство каменных построек всё же пережили годы невзгод.
Монастырь был упразднён в 1922 году.

## Другие объекты острова
- C 1760 года на Кий-острове действовала лесная биржа, где осуществлялась перегрузка онежского сплавного леса на морские суда.
- С 1924 года по настоящее время на острове расположен дом отдыха «Кийский» (до 200 отдыхающих).
- В период отлива море отступает в некоторых местах на сотни метров, обнажая покрытое водорослями дно и позволяя путешествовать по всему архипелагу, который можно обойти всего за несколько часов.

## Интересные факты
- Вопреки финно-угорской этимологии (от корня со значением «камень») и дониконовским письменным источникам, название Кий-острова упорно возводится к вопросу потерпевшего здесь крушение во время шторма патриарха Никона: «Кий сей остров?» (то есть какой, чей этот остров?). Есть и другое предположение: на языке саамов слово «кий» означает след зверя[4].
- На Кий-острове снимался фильм «Пленник земли»[5].
- На Кие каждый год проходит международный джазовый фестиваль «Тёплые звуки севера»[4].

## Галерея

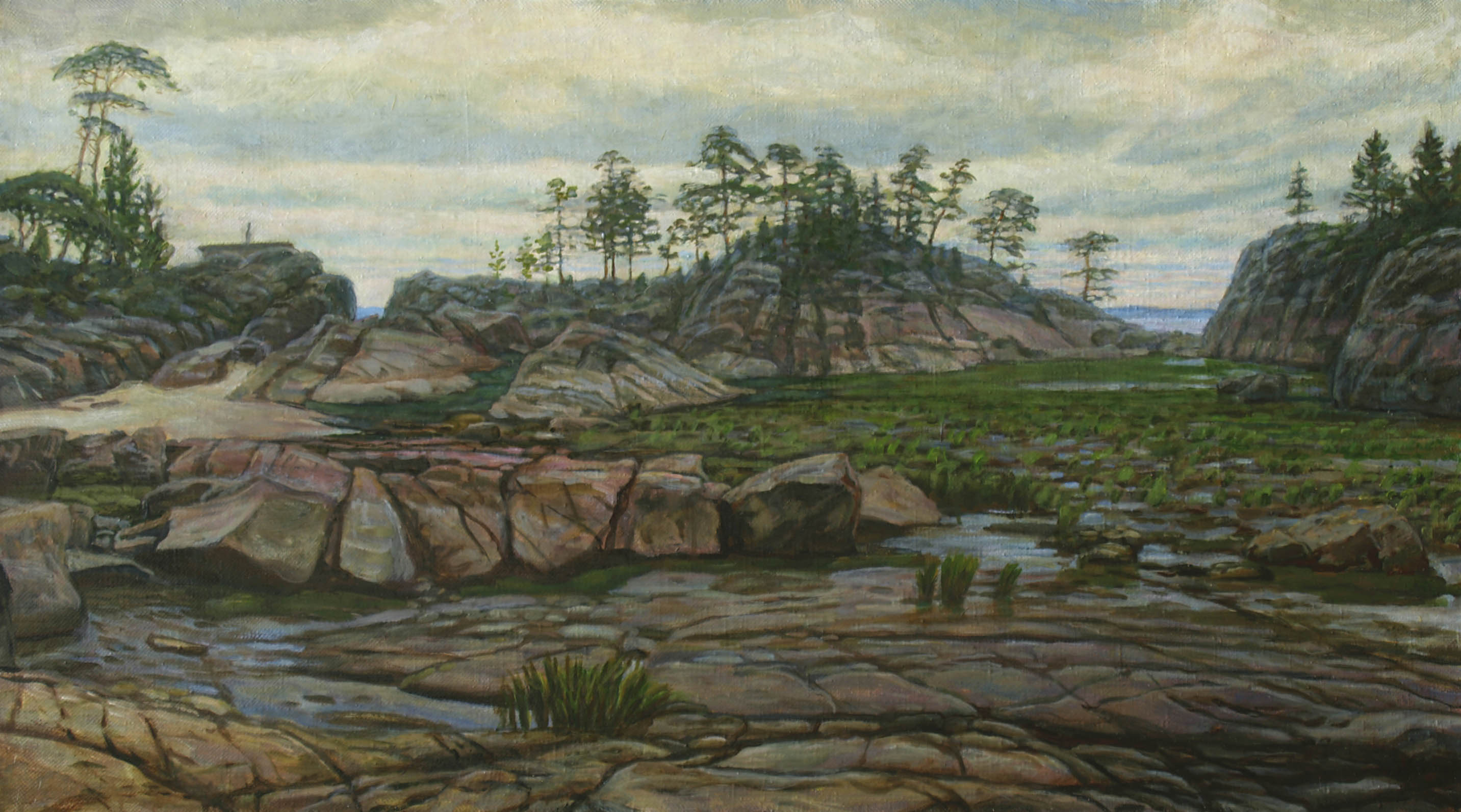
Максимильян Пресняков. Порфириновые скалы Беломорья (вид скал в районе так называемой второй переймы — второго заливаемого во время высокого морского прилива перешейка на Кий-острове)
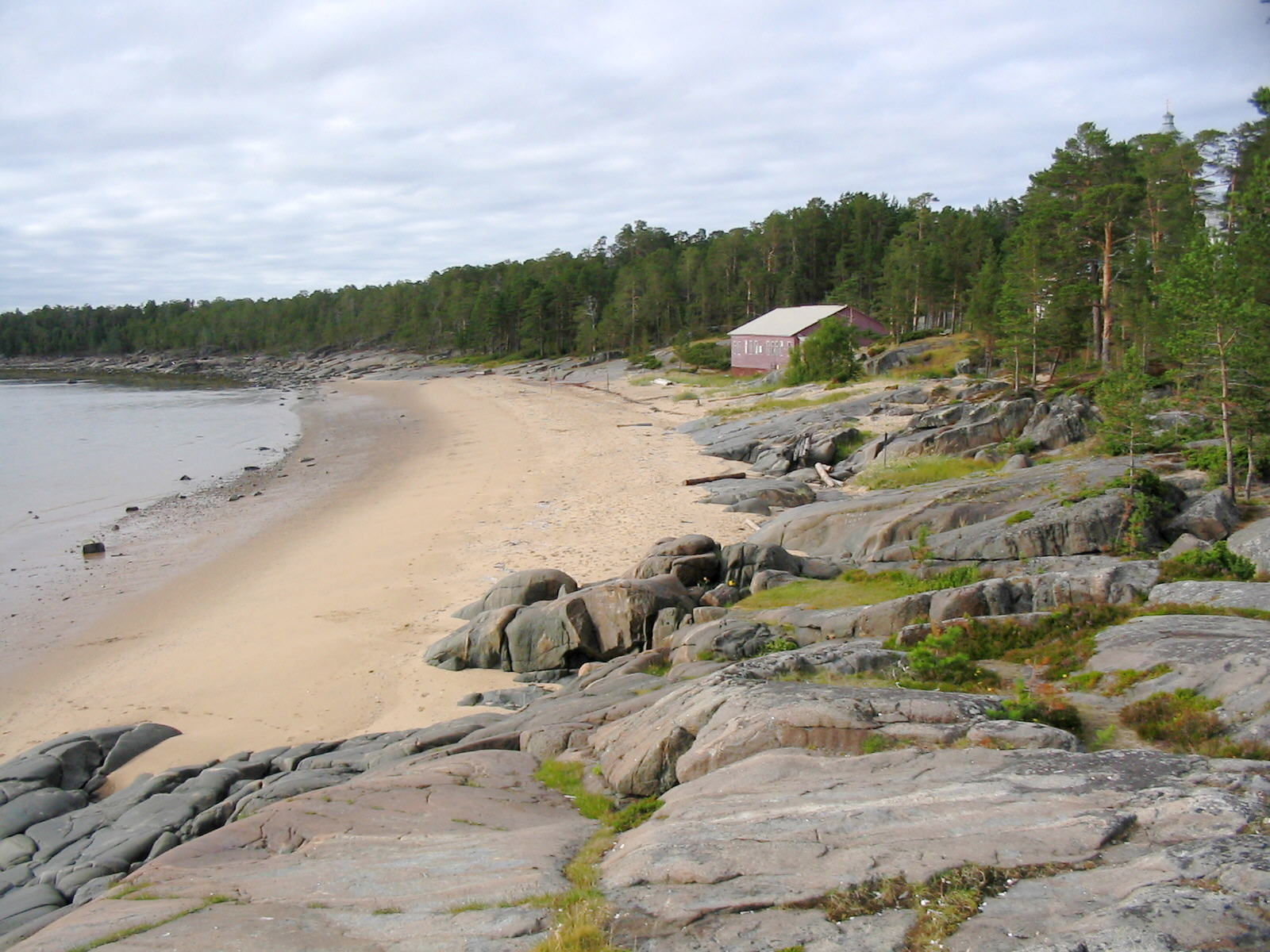
Кий-остров, пляж
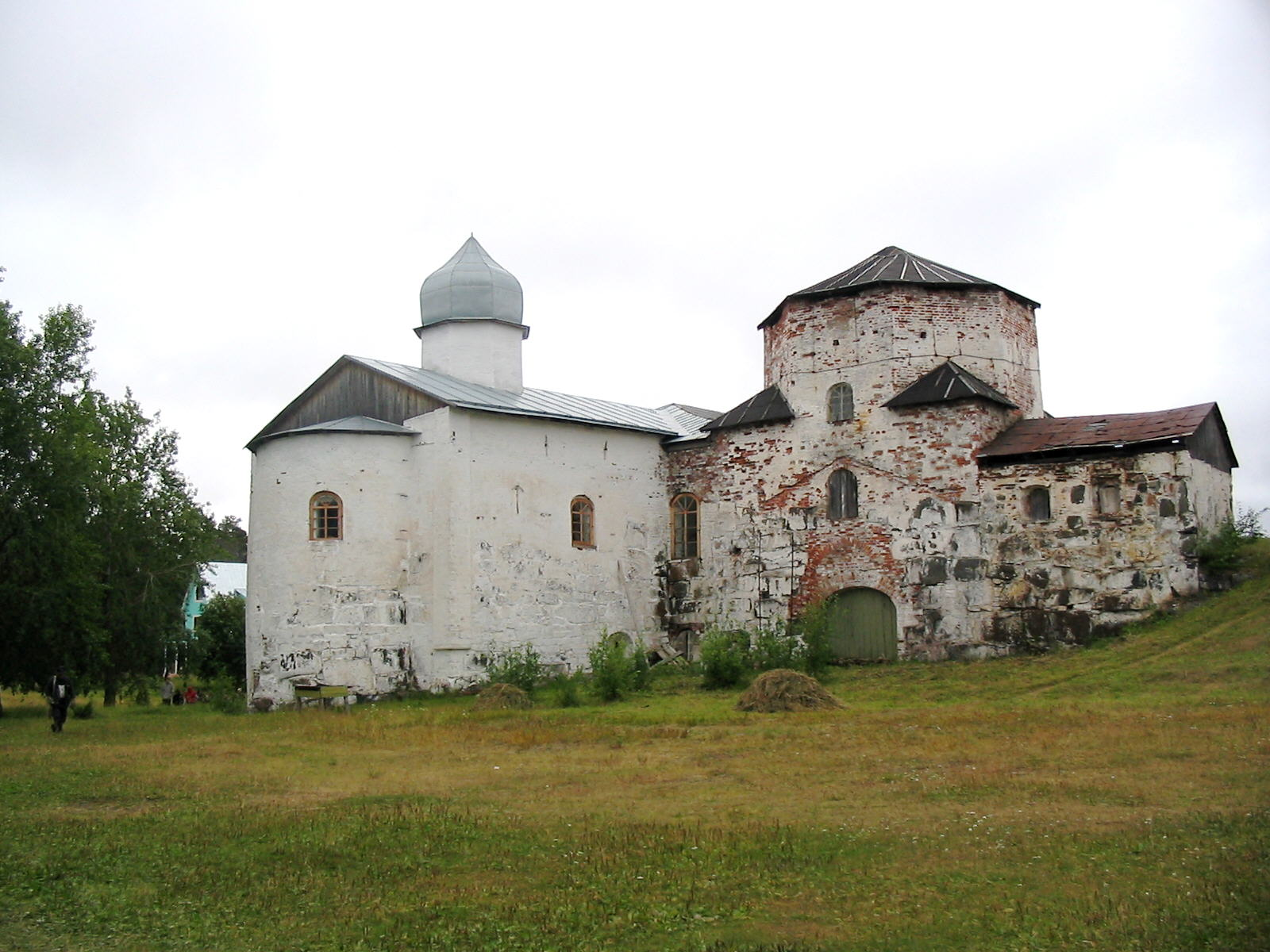
Церковь Рождества Богородицы (Онежский Крестный монастырь, XVII век)

## Топографические карты
- Лист карты Q-37-XXXI,XXXII. Масштаб: 1 : 200 000. Указать дату выпуска/состояния местности.
- Лист карты P-37-I,II Малошуйка. Масштаб: 1 : 200 000. Указать дату выпуска/состояния местности.